# 平川由梨
平川 由梨（ひらかわ ゆり、1981年7月6日 - ）は、日本のタレント。埼玉県出身。スペースクラフト所属。

## 来歴
2000年、中京テレビの『ヤミツキ』で、郷ひろみのバックダンサー・HYPER GO号のメンバーに選ばれる。
番組の終了後には、テレビCMを中心に出演。2007年からは、武富士のCMで江本孟紀と共演している。

## 出演

### テレビドラマ
- 少年サスペンス「消された私、女子高生の孤独！」（1998年、テレビ朝日）
- 真夜中のパン屋さん 第2話 - 第4話（2013年、NHK BSプレミアム）

### テレビ番組
- ヤミツキ（中京テレビ）
- 姫のお夜食（中国放送）

### CM
- ハウス食品 ファイバーウォーター（2002年）
- エバラ食品 エバラすき焼のたれ（2003年）
- ミツカン 甘熟酢・純玄米黒酢/純りんご酢（2007年）
- クラシエホールディングス 肌美精（2008年）
- スカパーJSAT e2 by スカパー！（2011年）
- カルビー サッポロポテト大地
- 資生堂 すべすべビフィズス
- NTT キャッチホン
- 小林製薬
- たかの友梨ビューティークリニック
- 武富士
- ダノンジャパン[2]
- ウォルト・ディズニー・ジャパン My Disney
- 英会話スクールのGaba
- 東芝 石窯ドーム
- 花王 クイックル
- JR東海
- ダイハツ工業 タント
- 竹本油脂
- 大塚製薬
- パレスホテル
- かがやくコスメ

### カタログ・その他
- NECビューテクノロジー
- カネボウホームプロダクツ 肌美精
- 日産自動車 キューブ
- 花王 リーゼ